# Szostaki
Szostaki es un pueblo ubicado en la gmina Kodeń, distrito de Biała Podlaska, voivodato de Lublin, Polonia.

## Superficie
Cuenta con una superficie de 4,990 kilómetros cuadrados.

## Demografía
Hasta 2011 la población era de 46 habitantes, con una densidad de población de 9,218 habitantes por kilómetro cuadrado. Estaba conformada por 23 hombres y mujeres respectivamente, según el censo de la Oficina Central de Estadística.